# Whinham's Industry
Whinham's Industry är en mörkrödfärgad krusbärssort vars ursprung är Skottland. Känd sedan tidigt 1800-tal. Detta krusbär är relativt stort och mognar omkring julis slut, augustis början. Saftigt krusbär som passar i köket som för att ätas direkt från busken.